# 도라에몽 노비타의 공룡
극장판 도라에몽: 진구의 공룡대탐험(일본어: 映画ドラえもん のび太の恐竜)은 후지코 F. 후지오의 만화 도라에몽의 에피소드 중 하나이다. 해당 에피소드를 큰폭으로 수정하여, 월간 코로코로 코믹 1980년 1월호에서 1980년 3월호에 게재된 대장편 도라에몽 시리즈의 작품과 이 에피소드 작품을 바탕으로 1980년 3월 15일에 개봉된 도라에몽의 첫 영화이다.

## 줄거리
왕비실가 티라노사우루스의 발톱을 보여주며 자랑하자 진구는 공룡의 화석을 찾아서 스네오에게 지지 않으려 한다. 진구는 공룡의 화석을 찾기 위해 절벽을 파헤치던 중 절벽 아래에 사는 동네 아저씨에게 잡혀 쓰레기를 처리할 구덩이를 파게 되었다. 구덩이에서 동그란 돌덩이를 발견하게 되었다.
진구는 그 동그란 돌덩이를 집에 가져와서 도라에몽이 준 타임보자기를 이용하여 공룡알의 화석을 1억년 전의 상태로 되돌려놓는다. 진구는 타케시와 스네오에게 공룡이 있다고 말했는데 증명하지 못해 벌로 코로 스파게티를 먹는 벌을 받는다. 진구는 이 공룡알을 정성껏 품었다. 어느덧 알이 부화하고 후타바사우루스 한 마리가 태어났다. 진구는 이 공룡에게 피스케라는 이름을 지어주고 정성껏 키웠다. 진구의 어머니인 타마코가 애완동물을 키우지 못하게 하기 때문에 피스케를 옷장 속에 숨겨 키웠다. 그러나 피스케의 덩지가 나날이 커짐에 따라 더 이상 집에서 키울 수 없는 상태가 되었고 결국 진구는 피스케를 집 근처 호수에 방생하기로 결정했다.
방생 이후에도 피스케는 유난히 진구를 잘 따라서 진구의 집에 찾아왔다. 이에 진구는 피스케가 사람들에게 잡히게 될 경우 동물원 같은 곳에 감금되거나 과학자들에 의해 해부당할 것을 우려하여 진구의 집에 오지 못하도록 했다. 아니나 다를까 얼마 후 진구가 사는 동네에 공룡이 출몰했다는 소문이 퍼지고 이에 당황한 진구와 도라에몽은 피스케가 살던 시대인 백악기로 되돌려보내기로 했다. 도라에몽이 기자들을 따돌리는 동안 진구는 스몰라이트를 이용하여 피스케를 축소한 후 집으로 데려와 타임머신(진구의 책상서랍)을 이용하여 피스케가 살던 시대로 되돌려보낸다. 그러나 디아노 헌터에게 잡힐 위기에 몰렸으나 이 위기를 극복하는 대신 타임머신이 고장났다. 진구와 도라에몽은 백악기의 북미 지역에 피스케를 방생했다.
진구는 그 이후 피스케가 어떻게 살아가고 있는지 확인하고 경악을 금치 못했다. 피스케는 다른 종류의 장경룡들에게 무시를 당하고 있었다. 진구는 피스케를 구하기 위해 도라에몽을 억지로 데리고 갔다. 이에 시즈카, 스네오, 타케시가 뒤쫓아갔다. 진구를 비롯한 다른 일행들은 백악기에서 피스케와 재미있게 놀고 있었으나 도라에몽은 고장난 타임머신을 수리하고 있었다. 결국 도라에몽은 타임머신 고장 사실을 알리고 타임머신의 최초 출발점으로 가야 진구가 사는 시대로 되돌아갈 수 있다고 말했다. 이에 도라에몽 일행과 피스케는 진구의 집이 있던 랠리포인트 지점을 향해 여행을 떠나게 된다.

## 무대
1억 년전의 백악기의 북미 서해안을 무대로 삼았다.

## 등장 인물
피스케
일본 : 요코자와 케이코
도라에몽이 발견한 공룡알 화석을 진구가 타임보자기를 이용하여 1억년 전의 모습으로 되돌린 공룡의 알에서 태어난 장경룡. 진구를 유난히 잘 따른다.
공룡 사냥꾼(다이노 헌터)
진구로부터 피스케를 빼앗으려는 사람. 피스케가 어린 공룡인데다 노비타를 유난히 잘 따르기 때문에 목숨걸고 피스케를 강탈하려 한다. 공룡암시장에서 사람을 잘 따르는 공룡은 엄청난 고가에 팔리기 때문이다.

## 주제가
- 주머니 속에
  - 작사：타케다 테츠야
  - 작곡：키쿠치 스케
  - 노래：오오야마 노부요
- 오프닝은 난 도라에몽을 사용

## 같이 보기
- 진구의 공룡대탐험 (리메이크작)
- 헬로 공룡 키즈!! (도라미판)